# Circlesongs
Circlesongs (tłum. z ang. „Pieśniokrąg”) – drugi album polskiego skrzypka i kompozytora jazzowego Tomasza Chyły nagrany we własnym kwintecie. Ukazał się 26 października 2018 pod szyldem Agencji Muzycznej Polskiego Radia S.A. (nr kat. PRCD2208). Tytuł płyty nawiązuje do chóralistyki – album stanowi improwizowany, wielogłosowy utwór muzyczny, oparty na powtarzalnych motywach dźwiękowych. Nominacja do Fryderyka 2019 w kategorii «Album Roku – Jazz».

## Lista utworów
- Circlesong 1
  - Early Chant
  - Blooming
  - Sycamore Trees
  - Sitters
  - Decay
  - Stanko
  - Yoshinori’s Garden
  - Still
- Circlesong 2
  - Coltron
  - Skeletons
  - Talisman
- Circlesong 3
  - Stanko II
  - Odyssey
  - Orbiting
  - Full Circle

## Wykonawcy
- Tomasz Chyła Quintet:
  - Tomasz Chyła – skrzypce
  - Piotr Chęcki – saksofon
  - Szymon Burnos – fortepian
  - Krzysztof Słomkowski – kontrabas
  - Sławomir Koryzno – perkusja